# (11065) 1991 XE2
(11065) 1991 XE2 là một tiểu hành tinh vành đai chính. Nó được phát hiện bởi Henry E. Holt ở Đài thiên văn Palomar ở Quận San Diego, California, ngày 1 tháng 12 năm 1991.